# Paul Accola
Pour les articles homonymes, voir Accola.
Paul Accola, né le 20 février 1967 à Davos, est un skieur alpin suisse.
Multiple vainqueur en Coupe du monde, triplement médaillé aux Championnats du monde et médaillé de bronze olympique en 2002, il a mis un terme à sa carrière sportive à la fin de la saison 2005.
Il est le frère de la skieuse Martina Accola.

## Biographie
En avril 2011, il figure sur la liste des candidats de l'Union démocratique du centre aux élections fédérales suisses sur la liste des Suisses de l'étranger dans le canton des Grisons. Il n'est pas élu.

## Palmarès

### Jeux olympiques
| Épreuve / Édition | Calgary 1988 | Albertville 1992 | Lillehammer 1994 | Nagano 1998 | Salt Lake 2002 |
| Super-G           | -            | 10e              | 14e              | 18e         | 10e            |
| Géant             | -            | 4e               | 19e              | 7e          | -              |
| Slalom            | -            | 6e               | 17e              | 18e         | -              |
| Combiné           | Bronze       | 21e              | 6e               | -           | 6e             |

### Championnats du monde
| Épreuve / Édition | Vail 1989 | Saalbach 1991 | Morioka 1993 | Sierra Nevada 1996 | Sestrières 1997 | Vail 1999 | Sankt Anton 2001 |
| Descente          | -         | -             | -            | -                  | -               | 16e       | -                |
| Super G           | -         | -             | -            | -                  | -               | 5e        | 13e              |
| Slalom Géant      | -         | -             | -            | 13e                | 5e              | 4e        | 8e               |
| Slalom            | 4e        | 11e           | 5e           | -                  | 18e             | 9e        | -                |
| Combiné           | Argent    | 4e            | -            | 11e                | 6e              | Bronze    | Bronze           |

### Coupe du monde
- Vainqueur du classement général en 1992
  - Vainqueur de la coupe du monde de super-G en 1992
  - Vainqueur de la coupe du monde de combiné en 1992
  - 7 victoires : 2 super-G, 1 géant, 1 slalom et 3 combinés
  - 26 podiums

#### Différents classements en Coupe du monde
| Année/Classement | Année/Classement | Général | Général | Descente | Descente | Slalom | Slalom | Géant  | Géant  | Super-G | Super-G | Combiné | Combiné |
| ---------------- | ---------------- | ------- | ------- | -------- | -------- | ------ | ------ | ------ | ------ | ------- | ------- | ------- | ------- |
| Année/Classement | Année/Classement | Class.  | Points  | Class.   | Points   | Class. | Points | Class. | Points | Class.  | Points  | Class.  | Points  |
| 1988             | 1988             | 86e     | 8       | -        | -        | 34e    | 8      | -      | -      | -       | -       | -       | -       |
| 1989             | 1989             | 20e     | 72      | -        | -        | 14e    | 28     | -      | -      | -       | -       | 4e      | 44      |
| 1990             | 1990             | 11e     | 109     | -        | -        | 10e    | 58     | -      | -      | 20e     | 11      | 2e      | 40      |
| 1991             | 1991             | 8e      | 114     | -        | -        | 7e     | 67     | 15e    | 22     | 12e     | 13      | 4e      | 12      |
| 1992             | 1992             | 1er     | 1699    | 34e      | 52       | 2e     | 588    | 3e     | 330    | 1er     | 429     | 1er     | 300     |
| 1993             | 1993             | 18e     | 331     | 56e      | 4        | 23e    | 79     | 8e     | 165    | 17e     | 83      | -       | -       |
| 1994             | 1994             | 59e     | 107     | -        | -        | 28e    | 55     | 37e    | 27     | 31e     | 25      | -       | -       |
| 1995             | 1995             | 49e     | 137     | -        | -        | -      | -      | 20e    | 83     | 39e     | 14      | 9e      | 40      |
| 1996             | 1996             | 37e     | 214     | 57e      | 10       | -      | -      | 15e    | 152    | 41e     | 12      | 11e     | 40      |
| 1997             | 1997             | 22e     | 372     | 36e      | 35       | 40e    | 24     | 14e    | 158    | 20e     | 65      | 4e      | 90      |
| 1998             | 1998             | 17e     | 471     | 44e      | 19       | 37e    | 28     | 12e    | 214    | 10e     | 114     | 5e      | 60      |
| 1999             | 1999             | 13e     | 494     | 40e      | 27       | 26e    | 65     | 13e    | 185    | 10e     | 157     | 6e      | 60      |
| 2000             | 2000             | 14e     | 547     | 26e      | 92       | 35e    | 62     | 13e    | 178    | 15e     | 115     | 4e      | 100     |
| 2001             | 2001             | 27e     | 270     | 26e      | 64       | -      | -      | 19e    | 119    | 24e     | 42      | 5e      | 45      |
| 2002             | 2002             | 46e     | 168     | 39e      | 25       | -      | -      | 50e    | 7      | 14e     | 91      | 8e      | 45      |
| 2004             | 2004             | 51e     | 164     | 24e      | 86       | -      | -      | -      | -      | 22e     | 78      | -       | -       |
| 2005             | 2005             | 92e     | 41      | 39e      | 29       | -      | -      | -      | -      | 51e     | 2       | 21e     | 10      |

#### Détail des victoires
| Édition / Épreuve | Super G        | Slalom géant | Slalom       | Combiné                   | Total |
| 1992              | Megève Morioka | Breckenridge | Breckenridge | Garmisch Kitzbühel Wengen | 7     |
| Total             | 2              | 1            | 1            | 3                         | 7     |

### Arlberg-Kandahar
- Vainqueur du Kandahar 1992 à Garmisch